# Фіжак (округ)
Округ Фіжак (фр. Arrondissement de Figeac) — округ у Франції, в департаменті Лот. 2023 року округ об'єднував 118 муніципалітетів, населення становило 54 692 особи.
Адміністративний центр (супрефектура) — Фіжак.

## Муніципалітети
Список муніципалітетів округу та їхні коди INSEE:
1. Альбіак (46002)
2. Англар (46004)
3. Асьє (46009)
4. Банн (46017)
5. Баньяк-сюр-Селе (46015)
6. Бедюе (46021)
7. Бельмон-Бретену (46024)
8. Бессоні (46338)
9. Бранг (46039)
10. Бретену (46038)
11. Буссак (46035)
12. Б'яр-сюр-Сер (46029)
13. В'язак (46332)
14. Ганьяк-сюр-Сер (46117)
15. Глан (46124)
16. Горс (46125)
17. Греалу (46129)
18. Грез (46131)
19. Дюрбан (46090)
20. Енак (46012)
21. Еспаньяк-Сент-Елалі (46093)
22. Еспедаяк (46094)
23. Еспейру (46096)
24. Есталь (46097)
25. Жентрак (46122)
26. Жирак (46123)
27. Іссандолю (46132)
28. Іссе (46133)
29. Кадріє (46041)
30. Кажарк (46045)
31. Кальвіньяк (46049)
32. Камб (46051)
33. Камбулі (46052)
34. Камбюрат (46053)
35. Капденак (46055)
36. Кардаяк (46057)
37. Кареак (46056)
38. Каюс (46043)
39. Кіссак (46233)
40. Корн (46075)
41. Корнак (46076)
42. Кюзак (46085)
43. Лабастід-дю-О-Мон (46135)
44. Лабатюд (46139)
45. Лаваль-де-Сер (46163)
46. Ладірат (46146)
47. Лакапель-Мариваль (46143)
48. Лантіяк-Сен-Блез (46168)
49. Ларнаголь (46155)
50. Ларрок-Туарак (46157)
51. Латронк'єр (46160)
52. Латуй-Лантіяк (46159)
53. Ле-Буїссу (46036)
54. Ле-Бур (46034)
55. Лейм (46170)
56. Лівернон (46176)
57. Лінак (46174)
58. Ліссак-е-Муре (46175)
59. Лоресс (46161)
60. Лубрессак (46177)
61. Люнан (46180)
62. Марсьяк-сюр-Селе (46183)
63. Меринак-Лантур (46189)
64. Мольєр (46195)
65. Монбрен (46198)
66. Монредон (46207)
67. Монте-е-Буксаль (46203)
68. Отуар (46011)
69. Планіоль (46221)
70. Прандень (46226)
71. Прюдомат (46228)
72. Пюїбрен (46229)
73. Пюїжурд (46230)
74. Рейревінь (46237)
75. Реяк (46235)
76. Рюдель (46242)
77. Рюейр (46243)
78. Сабадель-Латронк'єр (46244)
79. Сен-Брессу (46249)
80. Сен-Венсан-дю-Панді (46295)
81. Сен-Жан-де-Лор (46270)
82. Сен-Жан-Лажинест (46339)
83. Сен-Жан-Лепінасс (46271)
84. Сен-Жан-Мірабель (46272)
85. Сен-Ілер (46269)
86. Сен-Лоран-ле-Тур (46273)
87. Сен-Медар-де-Преск (46281)
88. Сен-Медар-Нікурбі (46282)
89. Сен-Мішель-Лубежу (46284)
90. Сен-Морис-ан-Керсі (46279)
91. Сен-Перду (46288)
92. Сен-П'єрр-Туарак (46289)
93. Сен-Поль-де-Верн (46286)
94. Сен-Сере (46251)
95. Сен-Сімон (46292)
96. Сен-Сірг (46255)
97. Сен-Сюльпіс (46294)
98. Сен-Фелікс (46266)
99. Сен-Шель (46254)
100. Сенаяк-Латронк'єр (46302)
101. Сент-Коломб (46260)
102. Сень (46246)
103. Сольяк-сюр-Селе (46299)
104. Сонак (46306)
105. Суссейрак-ан-Керсі (46311)
106. Тейсьє (46315)
107. Темін (46318)
108. Темінетт (46319)
109. Терру (46314)
110. Торіак (46313)
111. Фельзен (46101)
112. Фесель (46100)
113. Фіжак (46102)
114. Фложак-Гар (46104)
115. Фон (46108)
116. Фрессін (46115)
117. Фронтенак (46116)
118. Фурманьяк (46111)